# Confédération algérienne du patronat citoyen
Pour les articles homonymes, voir FCE.
La Confédération algérienne du patronat citoyen (CAPC), anciennement le Forum des chefs d'entreprises (FCE jusqu'en 2020) est une organisation patronale fondée en octobre 2000, représentant des entreprises algériennes. La CAPC aspire à promouvoir les intérêts de l'entreprise en Algérie.

## Historique

Logo du FCE (2000-2020).

Le Forum des chefs d'entreprise a été créé en octobre 2000 par un groupe de patrons. Il veut contribuer à l'instauration de l'esprit d'entreprise au sein de l'économie algérienne, et défendre les intérêts des entrepreneurs. Omar Ramdane, PDG de Modern Ceramics, en fut le premier président. suivi par Issad Rebrab et puis il a cédé sa place à Réda Hamiani, ancien ministre des PME, qui cède sa place à Ali Haddad en novembre 2014 quelques mois après.
L'association est ouverte aux entreprises privées algériennes, aux entreprises étrangères de droit algérien et aux entreprises publiques. En mai 2014, le FCE revendique 663 entreprises adhérentes, qui cumulent un chiffre d'affaires de plus de 15 milliards de dollars et emploient 164 177 salariés. Les principaux secteurs couverts par ses membres sont les industries agroalimentaires, électriques, électroniques, mécaniques, et pharmaceutiques, les matériaux de construction, les travaux publics et la construction, le papier, l'emballage, le bois et la grande distribution.
Le 22 juillet 2020, le Forum des chefs d'entreprise (FCE) change de nom en Confédération algérienne du patronat citoyen (CAPC).

## Organisation
Le président du Forum des chefs d'entreprise est élu par l'assemblée générale. En 2014, le mandat passe de 2 à 4 ans renouvelable une seule fois. Il est appuyé par 6 Vice-présidents, deux trésoriers et 13 assesseurs. Tous composent le Conseil exécutif. Le FCE dispose aussi d'un secrétariat général, placé sous l'autorité directe du Président.
Des Commissions permanentes sont chargées des études économiques, des relations internationales, de l’information, de la formation et  la communication, des ressources financières, et de l’environnement des PME.
Un Observatoire de l’Information Économique produit et diffuse le Baromètre économique du Forum. L'indice de performance de l’entreprise IFPE 40 recense les blocages au développement des PME. L'indice est actualisé chaque trimestre.

## Polémiques

### 2014
En 2014, le FCE décide de soutenir le quatrième mandat de Abdelaziz Bouteflika, deux mois avant l'organisation de la présidentielle. Une partie du forum s'oppose à cette prise de position politique, mais les partisans du président sortant arrivent à organiser un vote à main levée au cours duquel la motion de soutien est adoptée. Dans la foulée, Slim Othmani, PDG de NCA Rouiba, décide de quitter l'association.
Au lendemain de l'élection, c'est un autre poids lourd de l'économie algérienne qui quitte le Forum. Issad Rebrab, PDG de Cevital, annonce en mai 2014 à TSA qu'il ne renouvellera pas son adhésion. Il accuse certains membres de l'association d'intoxiquer les dirigeants pour bloquer ses projets.
En juin 2014, Réda Hamiani, alors président du FCE, revient sur les conditions du soutien au quatrième mandat dans une interview à El Watan Weekend. Il relate le forcing de certains membres pour pousser l'association à jouer un rôle politique. Deux mois plus tard, il démissionne de son poste. Unique candidat à sa succession, Ali Haddad est élu à l'unanimité en novembre 2014. Dans le cadre des manifestations de 2019 en Algérie, il démissionne de la présidence du FCE le 28 mars de la même année.

### 2019
En mai 2019, alors président par intérim de l'association, Moncef Othmani annonce sa démission dénonçant le « climat délétère » qui règne dans le cadre de l'élection du président du FCE. Il est remplacé par Rahmoun Zergoune qui assura l'intérim jusqu'à l'assemblée générale du 24 juin 2019.

## Présidents
- Omar Ramdane (2000-...)
- Issad Rebrab (....-2006)
- Réda Hamiani (2006-2014)
- Ali Haddad (2014-2019)
- Moncef Othmani (intérim, 2019)
- Rahmoun Zergoune (intérim, 2019)
- Mohamed Sami Agli (2019-2023)
- Rahmoune Zergoune (depuis 2023)[11]